# Rollerblades
"Rollerblades" é o terceiro single do álbum de estréia da cantora e compositora britânica, Eliza Doolittle, intitulado com o mesmo nome. Foi lançado em 17 de outubro de 2010, atingido a posição 58 da UK Singles Charts.

## Lista de faixas
| Download digital |                |                                             |         |  |
| N.º              | Título         | Compositor(es)                              | Duração |  |
| 1.               | "Rollerblades" | Eliza Doolittle, Jonny Sharp, Craigie Dodds | 3:06    |  |

## Desempenho nas tabelas musicais

### Posições
| Parada musical (2010)                         | Melhor posição |
| --------------------------------------------- | -------------- |
| Bélgica (Ultratip Bubbling Under de Flandres) | 11             |
| Reino Unido (UK Singles Chart)                | 58             |